# Miloševići (Bośnia i Hercegowina)
Miloševići (cyr. Милошевићи) – wieś w Bośni i Hercegowinie, w Republice Serbskiej, w gminie Višegrad. W 2013 roku liczyła 5 mieszkańców.